# Рудольф II
Рудольф II (нем. Rudolf II; 18 июля 1552, Вена — 20 января 1612, Прага, Богемия) — король Германии (римский король) с 27 октября 1575 по 2 ноября 1576 года, избран императором Священной Римской империи с 2 ноября 1576 года (в последние годы фактически лишён власти), король Богемии с 6 сентября 1575 по 23 мая 1611 года (под именем Рудольф II, коронация 22 сентября 1575 года), король Венгрии с 25 сентября 1572 по 25 июня 1608 года, эрцгерцог Австрийский с 12 октября 1576 года (под именем Рудольф V). Сын и преемник Максимилиана II.

## Молодость
Воспитывался при дворе своего дяди короля Испании Филиппа II и совершенно не походил на своих непосредственных предшественников; католики возлагали на него большие надежды, так как он вынес из Королевства Испании ненависть к ереси и мог быть послушным орудием в руках иезуитов.

## Личность
Немецкий историк Фолькер Пресс говорит о нём:

«Он обладал глубоким умом, был дальновидным и рассудительным, обладал сильной волей и интуицией… Однако ему был присущ такой серьёзный недостаток, как робость, причиной которой была его склонность к депрессии. На этой основе у него развилось стремление к бегству от действительности, выражавшееся в нереальных планах. Испанские придворные манеры поощряли его стремление отгородиться от мира, и политическая пассивность становилась всё более характерным признаком его правления».

Досадуя на своё бессилие, император стремился отгородиться от общества и предаться художественным и оккультным увлечениям; постепенно у него развивались телесные и психические заболевания. Любимцами императора были люди низкого происхождения, потакавшие его прихотям (Филипп Ланг, Иероним Маховский и другие).
Временами ему казалось, что он одержим дьяволом.

## Покровительство наукам и искусствам

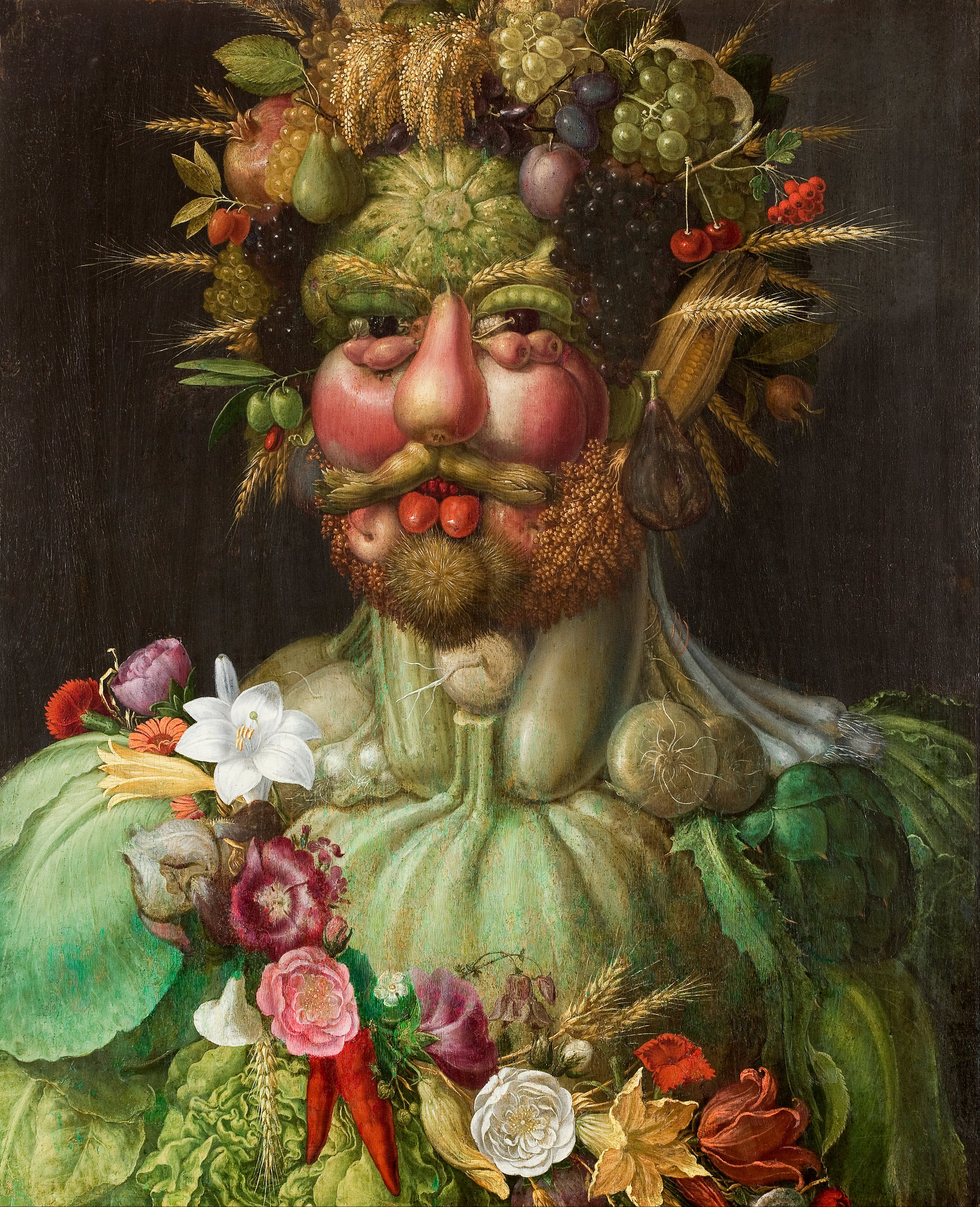
Дж. Арчимбольдо. Портрет императора Рудольфа II в образе Вертумна. 1591

В Пражском Граде, где с 1583 года жил Рудольф (стремясь покинуть Вену, где не пользовался популярностью), им была основана одна из первых европейских кунсткамер — громадная коллекция книг, рукописей, картин, монет и всяких редкостей, пострадавшая от грабежей во время Тридцатилетней войны. Рудольф сыграл большую роль в ренессансной перестройке Праги и особенно Града. К своему двору император, игравший роль мецената, привлёк учёных и деятелей искусства различных стран — при нём в Праге работали астрономы Иоганн Кеплер и Тихо Браге, художники Бартоломеус Шпранглер и Джузеппе Арчимбольдо (автор знаменитого портрета Рудольфа), скульптор Адриан де Врис и многие другие живописцы, рисовальщики и гравёры.

## Оккультизм
Император занимался также различными «оккультными науками», в частности, пытался найти философский камень. В то время граница между астрономией и астрологией, минералогией и алхимией ещё была нечёткой. Рудольф II покровительствовал странствующим алхимикам, а его резиденция представляла центр алхимической науки того времени. Императора называли германским Гермесом Трисмегистом.
К нему были приглашены английские астрологи и алхимики Эдвард Келли и Джон Ди (который в 1584 и 1586 годах жил в Праге), занимавшиеся также и вполне серьёзными с современной точки зрения изысканиями в области математики и астрономии. Алхимиком был и работавший при его дворе (и умерший в Праге) великий астроном Тихо Браге. По существующей легенде, Рудольф за 600 дукатов приобрёл зашифрованный манускрипт, известный сейчас под названием «рукопись Войнича». Однако никаких подтверждающих эту легенду документов до сих пор не обнаружено, несмотря на то, что в архивах императора сохранилось немало записей о покупке книг для библиотеки.

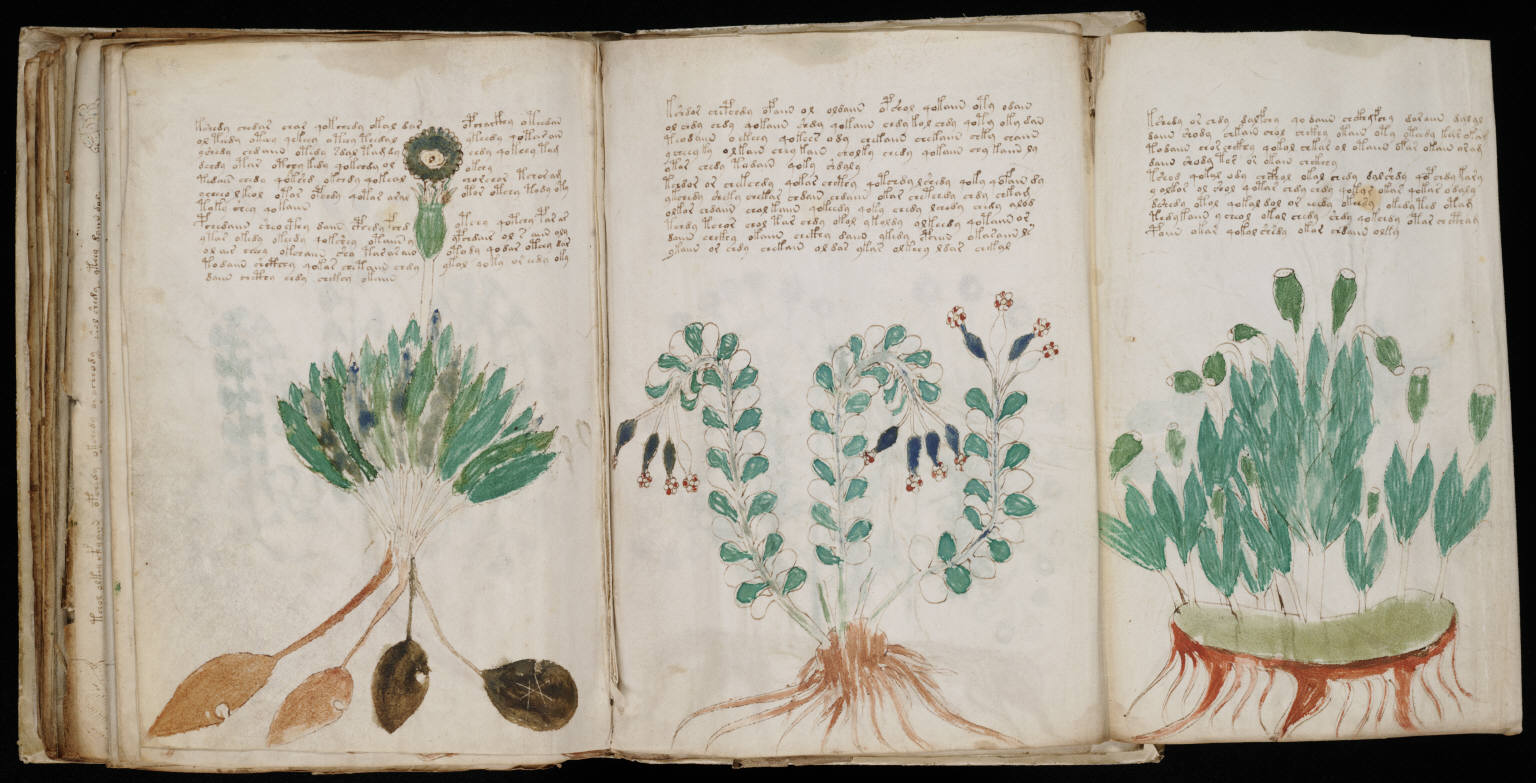
Загадочный манускрипт из собрания Рудольфа II

## Религиозная политика
Став императором, Рудольф II шесть лет не собирал имперского сейма, но должен был созвать его в 1582 году, ввиду необходимости просить у империи помощи против турок, а также ввиду религиозных споров. Рудольф II начал искоренять протестантизм в Австрии, Чехии и Венгрии. В Австрии почти все дворянство и все города исповедовали протестантизм. С восшествием на престол Рудольфа здесь началась сильная католическая реакция, а также борьба абсолютизма с областными сеймами и самоуправлением городов. То же произошло и в Чехии. В 1583 Рудольф перенёс имперскую резиденцию в Прагу, и вместе с ним прибыло много фанатиков, а также иезуиты. Протестанты стали вытесняться с крупных и мелких должностей, а в 1602 году была запрещена деятельность Общины Чешских братьев. Когда у Османской империи были отвоеваны значительная часть Венгрии и уступленная ему Жигмондом Батори Трансильвания, Рудольф запретил там всякое некатолическое вероисповедание, что привело к восстанию.

## Восстание против Рудольфа и утрата власти
В 1606 брат императора Матвей заключил с восставшими венграми соглашение на условиях веротерпимости, что привело к конфликту с Рудольфом. Против императора в 1607 году была образована конфедерация австрийских и венгерских сословий, а в 1608 к ней присоединилась Моравия. Видя общее недовольство, Рудольф II думал привлечь общественное мнение на свою сторону войной с турками.
С этой целью Рудольф до последнего момента затягивал подписание мирного договора с Османской империей, пытаясь найти предлоги для его денонсации и возобновления войны против турок. Подобное поведение вызвало общее движение сословий Венгрии, Австрии и Моравии против императора, сохранившего в своих руках только относительный контроль над Чехией, Силезией и Лужицами.

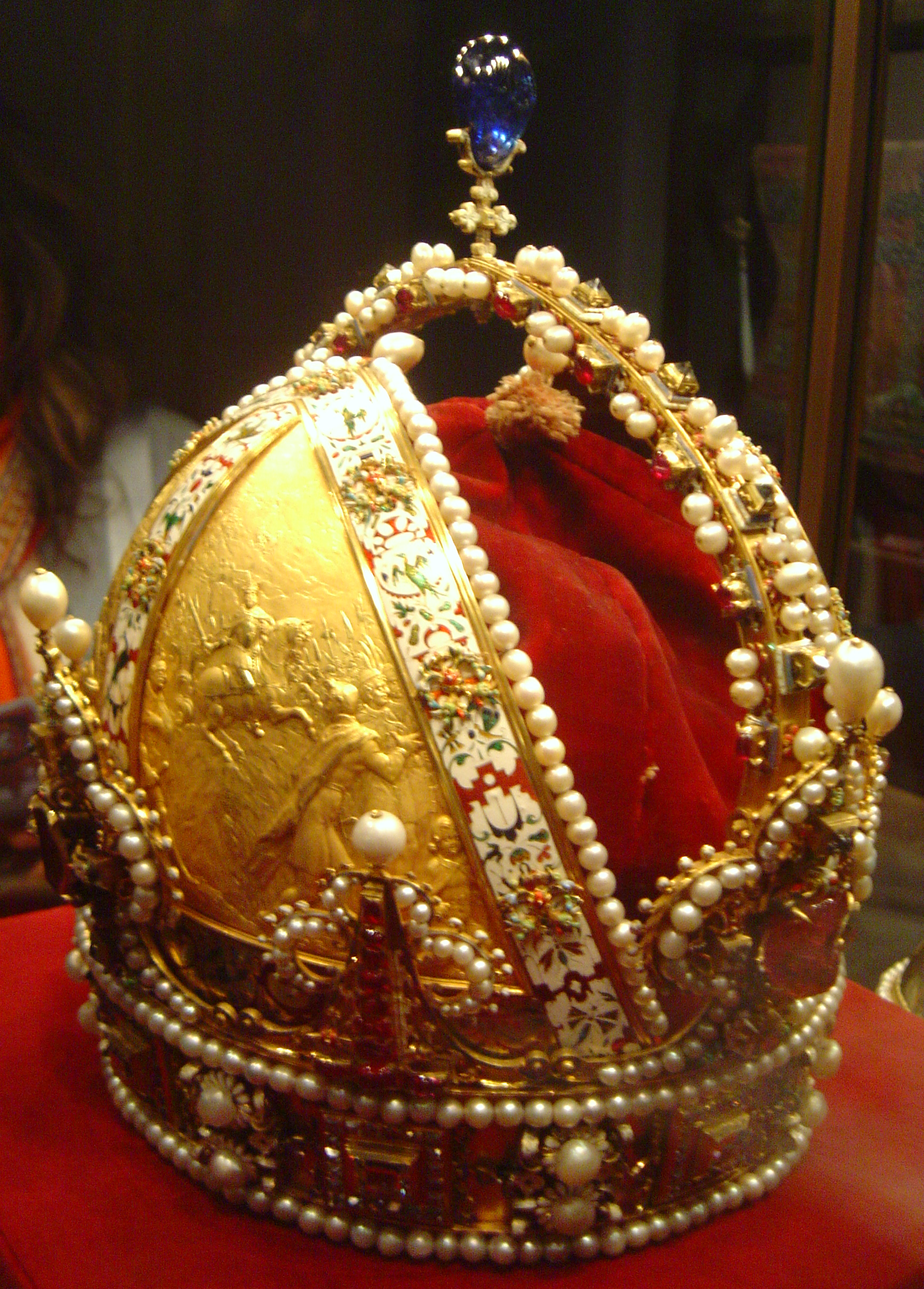
Личная корона Рудольфа II, позднее корона Австрийской империи

Всеобщее восстание превращалось в реальную угрозу, и родственники Рудольфа сочли необходимым отнять у него власть в пользу его брата Матвея (апрель 1606 г.), сделавшего громадные уступки протестантам. По договору 1608 года Рудольф II отдал Матвею Венгрию, эрцгерцогство Австрийское и Моравию и объявил его своим наследником в Богемии.
Для удержания за собой чехов Рудольф II вынужден был подписать 9 июля 1609 г. составленный сеймом акт, получивший название «грамоты величества» (Majestätsbrief), так называемый маестат. На основании этой грамоты утраквисты и чешские братья были уравнены в правах с католиками. Чехи-протестанты получили право строить храмы, заводить училища, иметь свои синоды и избирать комитет из 24 дефенсоров, по 8 от каждого из 3-х сословий сейма. Комитет должен был руководить действиями консистории, управлять делами Пражского университета, собирать войско, взимать налоги для его содержания, а в случае надобности — созывать представителей протестантского населения для совещаний об общем деле.
Рудольф II придумывал средства отнять у Матвея отданные ему земли, интриговал против него, но всё-таки должен был отречься от чешской короны. 23 мая 1611 года Матвей был коронован, а Рудольфу дали пенсию и сохранили за ним внешний почёт. Лишённый власти, изнурённый болезнью (третичный сифилис) и помешательством, Рудольф II умер 20 января 1612 года, не оставив законного потомства, так как не был женат.
Из шестерых незаконнорождённых отпрысков Рудольфа (от Катерины Страда, дочери императорского антиквара) старший, Юлий Цезарь Австрийский, унаследовал психическую болезнь отца и умер в заточении после того, как с особой жестокостью убил свою любовницу.
Рудольф был похоронен в пражском соборе Святого Вита. Он стал последним монархом, погребённым в Чехии.
Является героем произведений ряда чешских и австрийских авторов: Карела Чапека, Владимира Неффа, Франца Грильпарцера, Густава Майринка, Макса Брода, Лео Перуца.

## Образы в искусстве
- Рудольф II стал персонажем романов Вацлава Каплицкого («Жизнь алхимика»), Йозефа Сватека («Величие Рудольфа II»). Не названный по имени, он появляется в романе Владимира Неффа «У королев не бывает ног».
- В фильме «Пекарь императора — Император пекаря» Рудольфа II сыграл Ян Верих.
- В фильме «Михай Храбрый» Рудольфа II сыграл Аурель Рогалчи.
- Упомянут в романе Михаила Булгакова «Мастер и Маргарита» в сцене на балу.…Королева, секунду внимания: император Рудольф, чародей и алхимик…
- Рудольфу II посвящено стихотворение Kaiser Rudolf Райнера Марии Рильке из сборника Larenopfer («Жертвы ларам», 1885).
- один из героев романа Лео Перуца "Ночи под каменным мостом" (четырнадцать историй, объединенных одним местом действия — Прагой рубежа XVI-XVII веков)